# Paratoacris reticulipennis
Paratoacris reticulipennis är en insektsart som beskrevs av Li, T. och Xingbao Jin 1984. Paratoacris reticulipennis ingår i släktet Paratoacris och familjen gräshoppor. Inga underarter finns listade i Catalogue of Life.